# Devastazione dell'Inghilterra settentrionale

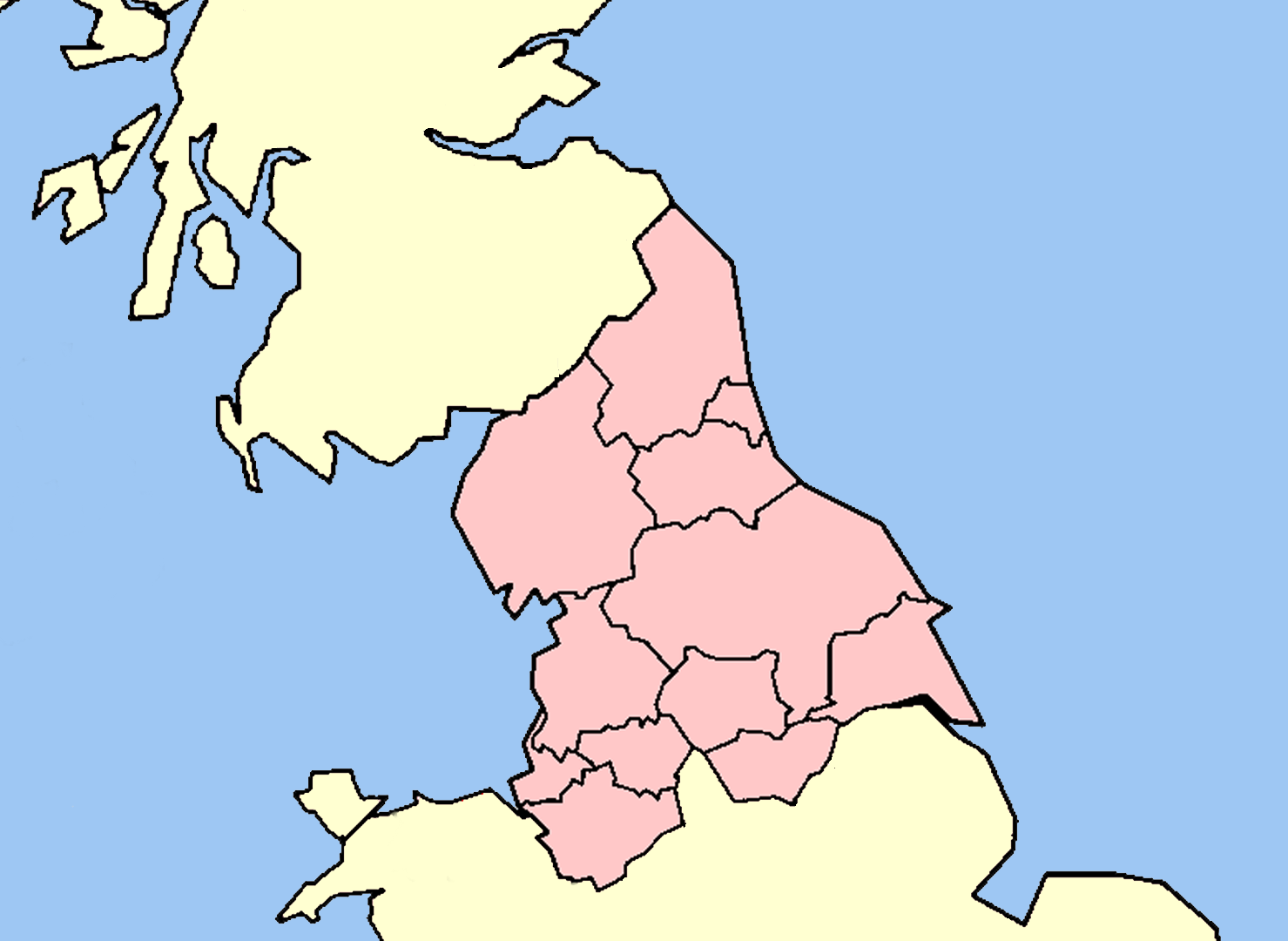
L'Inghilterra settentrionale con evidenziate le aree oggetto della devastazione di Guglielmo il Conquistatore.

La devastazione dell'Inghilterra settentrionale (detta anche massacro del nord o devastazione normanna, in inglese Harrying of the North) furono una serie di campagne intraprese da Guglielmo il Conquistatore nell'inverno del 1069-1070 per soggiogare l'Inghilterra settentrionale al dominio normanno. La presenza dell'ultimo pretendente della casa di Wessex, Edgardo Atheling, aveva incoraggiato diverse ribellioni anglo-danesi. Guglielmo pagò i danesi per ritirarsi dai suoi territori. I ribelli rimanenti si rifiutarono di scontrarsi con Guglielmo in battaglia, continuando invece la lotta nella forma di una resistenza. Guglielmo pensò quindi di ridurli alla fame, in particolare nella città di York, distruggendo villaggi ed aree coltivate per colpire le locali fonti di cibo prima di installare l'aristocrazia normanna nella regione.
Resoconti dell'epoca danno una vivida testimonianza della conduzione selvaggia delle campagne, delle distruzioni su vasta scala e della fame creata da saccheggi, incendi e uccisioni. Alcuni studiosi ad ogni modo dubitano del fatto che Guglielmo avesse potuto all'epoca riunire un esercito in grado di produrre tali danni su una regione così vasta come l'Inghilterra settentrionale e pertanto tali resoconti sarebbero da ritenere almeno parzialmente esagerati.

## Contesto storico
Al tempo della conquista normanna, il "nord" consisteva in quelli che poi sarebbero divenuti lo Yorkshire, Durham e Northumberland ad est ed il Lancashire nella parte sud con il Cumberland e ad ovest il Westmorland. La popolazione del nord nel periodo della pre-conquista era descritta come "anglo-scandinava" ovvero in continuità culturale coi vichinghi e gli anglosassoni. Il dialetto inglese era comunemente parlato nello Yorkshire ma esso era talmente diverso dall'attuale da risultare completamente incomprensibile alle genti del sud, mentre l'aristocrazia era essenzialmente danese di origine. Inoltre, le comunicazioni tra nord e sud erano estremamente difficili, in particolare per il paesaggio ostile ma anche per la poca presenza di strade adeguate. La strada più utilizzata metteva in comunicazione York e la parte sud via acqua. Nel 962 Edgardo il Pacifico aveva garantito autonomia legale ai conti del nord di Danelaw in cambio del loro giuramento di fedeltà; questo aveva limitato i poteri dei re anglosassoni che gli succedettero a nord dell'Humber. La contea di Northumbria si estendeva dal fiume Tees al fiume Tweed.
Dopo la sconfitta dell'esercito inglese e la morte di Aroldo Godwinson nella battaglia di Hastings, la resistenza inglese alla conquista venne incentrata sulla figura di Edgardo Atheling, nipote di Edmondo II d'Inghilterra. Edmondo era fratellastro di Edoardo il Confessore. Si dice che gli inglesi non riconobbero la loro sconfitta a Hastings, bensì a Berkhamsted due mesi dopo quando Edgar ed i suoi sostenitori si sottomisero a Guglielmo nel dicembre del 1066. Ad ogni modo di tutti gli uomini sottomessisi a Guglielmo a Berkhamsted solo il vescovo Ealdredo, vescovo di York, rimase leale al re normanno. Guglielmo dovette fronteggiare quindi una serie di ribellioni e schermaglie di confine a Dover, Exeter, Hereford, Nottingham, Durham, York e Peterborough.

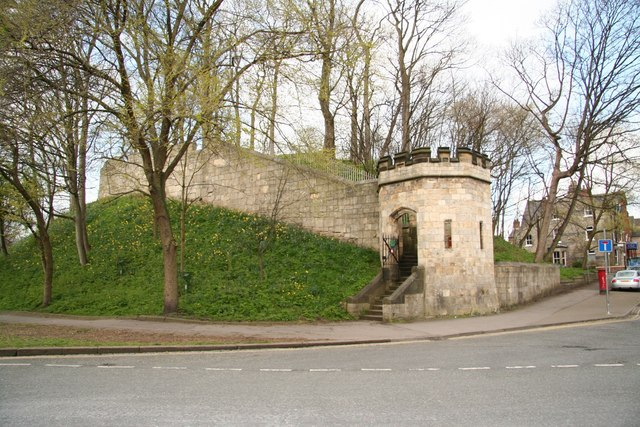
Resti della motta di Baile Hill, York 1068–69.

Copsi, sostenitore di Tostig (uno dei conti anglosassoni della Northumbria che era stato bandito da Edoardo il Confessore), era nativo della Northumbria e la sua famiglia aveva una storia rilevante come regnante sulla Bernicia e sulla Northumbria stessa. Copsi combatté nell'esercito di Harald Hardrada con Tostig contro Aroldo Godwinson nella battaglia di Stamford Bridge del 1066. Tentò di sfuggire dopo la sconfitta di Harald. Quando Copsi offrì il proprio omaggio feudale a Guglielmo a Barking nel 1067, il sovrano normanno lo ricompensò con la contea della Northumbria.
Dopo appena cinque settimane, Copsi venne ucciso da Osulfo, figlio del conte Eadulfo III di Bernicia. Quando a sua volta Osulfo venne ucciso, suo cugino Cospatrick, acquistò da Guglielmo la contea. Egli poco dopo aderì alla ribellione di Edgardo Atheling contro Guglielmo nel 1068.
Con due conti uccisi ed uno che cambiò bandiera, Guglielmo decise di intervenire personalmente in Northumbria per pacificare l'area. Marciò a nord e giunse a York nel corso dell'estate del 1068. L'opposizione mossagli si era rifugiata a corte di Malcolm III di Scozia.
Ritornato in Northumbria, Guglielmo cambiò tattica e nominò un normanno, Robert de Comines, quale nuovo conte, anziché un anglosassone. Malgrado gli avvertimenti del vescovo Ethelwin, circa la presenza di un esercito ribelle mobilitato contro di lui, Robert si portò a Durham con un gruppo di suoi uomini il 28 gennaio 1069, venendo circondato e trucidato in loco. I ribelli quindi si rivolsero a York dove uccisero il guardiano del castello locale oltre a gran parte dei suoi uomini. La risposta di Guglielmo fu brutale: tornò a York e piombò sugli assedianti, uccidendo chiunque gli si parasse di fronte e costringendo gli altri alla fuga.
Probabilmente a causa di queste reazioni, scoppiarono delle ribellioni in altre parti del paese. Guglielmo inviò i propri conti a risolvere i problemi sorti nel Dorset, a Shrewsbury e nel Devon, mentre egli personalmente continuò ad occuparsi dei ribelli delle Midlands e di Stafford.
Edgardo Atheling ricevette l'assistenza del re di Danimarca, Sweyn II, nipote di re Canuto. Sweyn assemblò una flotta di navi al comando dei suoi figli e questa salpò alla volta dell'Inghilterra. I danesi con i loro alleati inglesi ripresero il controllo della città di York. Quindi, nell'inverno del 1069, Guglielmo marciò col suo esercito da Nottingham verso York con l'intenzione di schiacciare l'esercito ribelle in loco. Ad ogni modo, quando l'armata di Guglielmo raggiunse York, l'esercito ribelle era già fuggito, con Edgar che era tornato in Scozia. I danesi decisero quindi di tornare alle loro navi nell'estuario dell'Humber. Dopo negoziati con Guglielmo, questi si accordò per pagare una somma in denaro perché i danesi tornassero alla loro terra d'origine senza combattere.
Coi danesi eliminati dal campo di battaglia, la pazienza di Guglielmo coi ribelli terminò. Guglielmo pensò di attuare una strategia consistente nell'attaccare i rifornimenti dei ribelli ed in particolare le loro fonti di cibo di modo da affamarli, data la loro estrema duttilità e competenza in battaglia.

## La devastazione
La strategia di Guglielmo, implementata durante l'inverno del 1069–1070 (trascorse il Natale del 1069 a York), venne descritta molto bene da William E. Kapelle e da altri studiosi come un atto di vero e proprio genocidio. I biografi contemporanei di Guglielmo considerano tale azione anche come la più crudele di quelle che egli portò avanti e quella che più di ogni altre "macchiò la sua anima". Scrivendo della devastazione dell'Inghilterra settentrionale, cinquant'anni dopo, il cronista anglo-normanno Orderico Vitale disse:
La terra veniva devastata al passaggio di Guglielmo. Il suo esercito distrusse tutti i campi coltivati e gli insediamenti, costringendo i ribelli a cercare rifugio altrove. Il giorno di Capodanno del 1070 egli divise in due il proprio esercito e lo inviò a compiere terribili azioni separatamente. Florence di Worcester scrisse che gli uomini di Guglielmo bruciarono interi villaggi uccidendone gli abitanti uno a uno. Vennero distrutti anche tutti i depositi di viveri incontrati, tutti i granai e quanti riuscirono a sopravvivere a questo massacro morirono di fame o a causa delle basse temperature invernali, in assenza di case. Alcuni sopravvissuti si diedero al cannibalismo. Alcuni rifugiati si portarono nel Worcestershire come ricordato dal Chronicon Abbatiae de Evesham.
Nel 1086, lo Yorkshire ed il North Riding aveva ancora grandi aree del proprio territorio devastate dal passaggio di Guglielmo più di dieci anni prima, per un quantitativo di quasi il 60%. Il 66% dei villaggi risultò completamente distrutto. Persino le aree più prospere persero il 60% del proprio valore se comparato al 1066. Solo il 25% della popolazione rimase in loco con la perdita di 80.000 buoi e di circa 150.000 persone.
Sono state trovate diverse evidenze archeologiche di queste devastazioni. L'archeologo Richard Ernest Muir scrisse a suo tempo che la "violenta distruzione [che] ebbe luogo nello Yorkshire nel 1069–71, è evidente dal quantitativo di tesoretti di monete nascosti dagli abitanti in fuga disperati." B.K. Roberts nel suo libro The Making of the English Village, suggerisce che molti dei villaggi di Durham e dello Yorkshire non vennero più costruiti nel medesimo luogo.
Ad ogni modo, sebbene il Domesday Book riporti un gran numero di manieri presenti a nord, alcuni storici hanno evidenziato che l'esercito di Guglielmo, per quanto grande, non avrebbe mai potuto condurre una devastazione così su vasta scala in un territorio così ampio come l'Inghilterra settentrionale.
La cronaca anglosassone MS E per l'anno 1079 riporta che Malcolm di Scozia "razziò il Northumberland come pure l'area del Tyne ed uccise divers centinaia di persone e prese molti prigionieri", fatto che avrebbe contribuito a parte della distruzione che venne dalla storiografia successiva poi imputata a Guglielmo il Conquistatore.
Secondo Paul Dalton, si dovrebbe oggi discutere se il Conquistatore potesse all'epoca disporre di una forza di uomini e di denaro sufficiente a ridurre il nord a terra bruciata. È evidente infatti dalle cronache dell'epoca, riporta Dalton, che Guglielmo si spostò a nord con proprie truppe ma che il grosso dell stesse sia rimasto in Inghilterra e nel Galles e che Guglielmo rimase al nord solo per tre mesi, motivi per cui i danni non poterono che essere limitati.
Mark Hagger riprendendo le parole della cronaca anglosassone, che la devastazione di Guglielmo del nord dell'Inghilterra andò certamente "oltre misura" ma non possiamo descrivere tale azione come un genocidio dal momento che tale parola, appartenente al lessico moderno, non è applicabile ai termini di governo dell'epoca. Vegezio, scrittore latino, descrive le regole della guerra nel suo trattato De Re Militari nel IV secolo a proposito del modo di fare la guerra dei Romani, ed è probabile che tale schema fosse ancora in uso nell'Inghilterra dell'XI secolo. Vegezio riporta: Il primo e principale punto nella guerra è la di assicurarsi ogni vantaggio necessario e ridurre il nemico alla fame, e pertanto a fronte di questo la conclusione di Hagger potrebbe trovare accoglienza nel ritenere che la distruzione del nord operata da Guglielmo non fu differente da molti altri conflitti dell'epoca.
Altri storici hanno discusso la figura di Orderico Vitale, nato nel 1075 e che scrisse la sua Storia Ecclesiastica circa 55 anni dopo questi tragici eventi. Egli riportò 100.000 morti il che sembrerebbe una cifra sensata se s pensa che la popolazione dell'intera Inghilterra, sulla base dei dati del Domesday Book del 1086 era di 2.250.000 di abitanti; 100.000 abitanti rappresentavano pertanto una parte importante della popolazione del paese per l'epoca (~4.5%).
David Horspool conclude che malgrado la devastazione del nord abbia scioccato la popolazione per i secoli successivi all'evento, la distruzione non fu mai così estesa.

## Dopo la distruzione

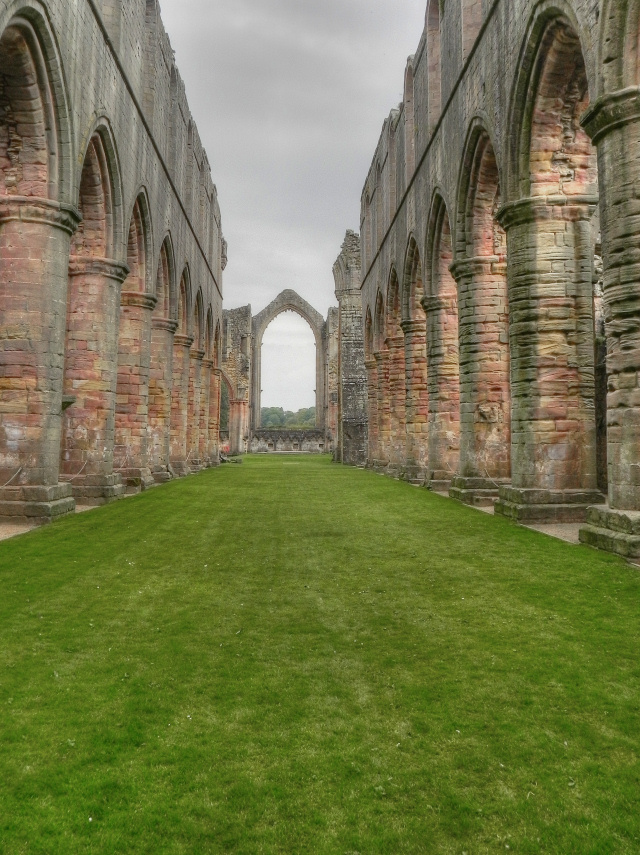
L'Abbazia di Fountains nello Yorkshire, oggi un monastero cistercense in rovina fondato nel XII secolo.

Nel 1071 Guglielmo nominò un nuovo conte di Northumbria. Questa volta la scelta ricadde su William Walcher, un lotaringio che fu il primo vescovo di Durham non inglese.
Essendo riuscito a sottomettere la popolazione, Guglielmo sostituì tutti i capi anglosassoni con capi normanni. La nuova aristocrazia dell'Inghilterra era prevalentemente di estrazione normanna; ad ogni modo, una notevole eccezione fu rappresentata da Alano il Rosso, un fidato signore bretone, che ottenne nel 1069–1071 un notevole feudo nel nord dello Yorkshire, che il Domesday Book definisce "le cento terre del conte Alano", poi note come Richmondshire.
Da questa posizione Alano governò un proprio principato: l'unica area in possesso diretto del re era quella di Ainderby Steeple ad est, mentre Robert di Mortain disponeva appena di un villaggio in loco; gli altri lords normanni vennero completamente esclusi in quanto Alano si accordò coi signori anglosassoni locali. Alano esercitò un certo patronato anche sulla città di York, dove fondò l'abbazia di Santa Maria nel 1088. Dal 1086 Alano era uno degli uomini più ricchi e potenti dell'Inghilterra.
In Scozia, Malcolm sposò la sorella di Atheling, Margherita, nel 1071. Edgar cercò l'assistenza di Malcolm nella sua lotta contro Guglielmo. Il matrimonio tra Malcolm e la sorella di Edgar fu uno degli eventi chiave della storia di Inghilterra e Scozia. L'influenza di Margherita e dei suoi figli sull'anglicizzazione delle Lowlands fu uno dei cambiamenti culturali più importanti per l'epoca.
Il legame formale tra la casa reale di Scozia e quella di Wessex era una minaccia più che ovvia per Guglielmo e per questo egli nel 1072 marciò alla volta della Scozia per confrontarsi col re scozzese. I due re negoziarono il Trattato di Abernethy (1072) attraverso il quale, secondo la cronaca anglosassone, Malcolm divenne vassallo di Guglielmo; tra i provvedimenti presi col trattato vi fu sicuramente l'espulsione di Edgardo Atheling dalla corte scozzese. Edgar alla fine si sottomise a Guglielmo nel 1074. A quel punto la detenzione della corona inglese da parte di Guglielmo fu indiscussa.
Nel 1080 Walcher, vescovo di Durham (il lotaringio già menzionato), venne assassinato da norghumbriani locali. Per tutta risposta, Guglielmo inviò il suo fratellastro Oddone di Bayeux con un esercito a devastare nuovamente la campagna della Northumbria. Oddone distrusse gran parte delle terre a nord del Tees, da York a Durham, e rubò ogni sorta di ricchezze dal monastero di Durham. Molti nobili northumbriani vennero costretti all'esilio.
Il risultato di questi spopolamenti portò i proprietari terrieri normanni a cercare nuove persone per lavorare nei loro campi. A differenza di quanto fatto dai vichinghi nei secoli precedenti, i normanni preferivano occupare unicamente i piani alti della scala sociale, senza radicarsi a fondo nella società conquistata e una delle testimonianze più vivide di questo fatto fu il mantenimento della maggior parte dei tratti culturali della popolazione locale, inclusa una fiorente letteratura popolare e l'uso del dialetto di forma anglo-scandinava.
I normanni si servirono della chiesa come agente di colonizzazione e, dopo il 1070, fondarono diversi monasteri al nord, sostituendoli a quelli precedentemente presenti ed incrementandone il numero. Dei monasteri fondati in quest'occasione, l'Abbazia di Fountains divenne la più grande e la più ricca di tutti. Assieme ai monasteri, i normanni diedero il via alla costruzione di numerosi castelli nella regione.
Dal punto di vista normanno, la devastazione fu un successo strategico dal momento che grandi aree come il Cheshire, lo Shropshire, il Derbyshire e lo Staffordshire ne uscirono devastate, ed il Domesday Book lo conferma, anche se la devastazione più completa si ebbe solo nello Yorkshire. L'oggetto di questa devastazione era infatti di reprimere le rivolte in Mercia ed in Northumbria.